# Сходка (Стародавній Рим)
Сходка, конція або зібрання (лат. contio):
1. один з різновидів народних зборів Стародавнього Риму, які, зазвичай, скликалися магістратом з метою якогось оголошення, доповіді з певного питання чи обговорення нового законопроекту
2. збір війська у таборі, щоб вислухати промову полководця.[a]

Громадянські сходки відомі ще з епохи Римського царства, тоді їх скликав цар або інтеррекс, щоб оголосити якесь повідомлення. Пізніше їх почали скликати магістрати Республіки. Народні маси, що приходили на конції, не виступали виключно в ролі слухачів, вони могли відхиляти пропозиції магістратів і сенаторів з метою внесення необхідних поправок і повторного обговорення.
На відміну від коміцій та консиліумів, на сходках римські громадяни (квірити) не об'єднувалися у групи за куріями, трибами або центуріями.

## Громадянські сходки
Право скликати народ на конції і виступати перед громадянами на сходках називалося ius contionis. Його мали всі магістрати і промагістрати, проте найчастіше це робили консули і народні трибуни. Окрім того, рішення про скликання сходки міг прийняти сенат, в такому випадку, сходку скликав претор. Місце для зборів обиралося довільно, але, зазвичай, це був Римський Форум в базарні дні, або інші місця, де проводилися базари.
Безпосередньо в день зібрання людей на сходку скликали спеціальні оповісники (praecones). Магістрат, який скликав сходку, ставав головою зібрання. Старший магістрат мав право відкликати зібрання, що було скликано його підлеглим магістратом або виступити її керівником. Відкриття починалося з молитви головуючого магістрату, він же, зазвичай, виступав і її оратором, при чому, його промова теж називалася contio. Інші особи також могли попросити слова, право на яке дуже вибірково надавав головуючий магістрат. Якщо ж виступ було схвалено, учасники мали говорити з місця, що значно обмежувало їхні виступи. Після виступу чергового доповідача, громадяни інколи задавали йому питання, відповіді доповідача називалися responsa. Повідомлення магістратів часто мали форму агітації, після ознайомлення з ними починалося обговорення запропонованих питань. Завершував концію магістрат, що її скликав, оголошуючи розпуск зібрання.
Хоча сходки не були обов'язковими, вони відігравали велику роль у інформуванні населення: на таких зборах повідомляли про поточні потреби держави, оголошували про можливість взяти підряди на постачання хліба, одягу для війська, про підряди на будівництво та ремонт стін та веж Риму, на ремонт римського флоту, окрім того, на сходках повідомлялися результати завершеної війни. Важливі новини на сходках читав оповісник (praeco), потім на загальний огляд виставляли одну або кілька копій документу. Магістрати могли повідомляти народ про вжиті заходи, вчинені ними акти, оголошувати едикти (усні розпорядження).
Чи не найважливішою функцією сходок було узгодження висунутих законопроектів і пошук консенсусу щодо них. Розгляд нової законодавчої пропозиції починався з його оприлюднення (promulgatio): магістрат-ініціатор, за три базарні дні до часу голосування законопроекту в коміціях, вивішував на Форумі едикт з його текстом (rogatio), де також була вказано дата голосування. Якщо під час обговорення rogatio серед народу лунало багато нарікань, він відкидався або відводився для внесення поправок. Правки вносилися і узгоджувалися, зазвичай, між магістратами і сенаторами, серед яких були прихильники і противники пропозиції, а народна публіка могла лише реагувати на пропоноване рішення — тому описана процедура аж ніяк не є доказом демократичної розробки законопроектів у Римській республіці.
Також важливою традицією було скликання концій наприкінці року для підведення підсумків каденції магістратів. На зібранні кожен магістрат повідомляв народу про свої заслуги і досягнення та проголошував клятву (eiurare magistratum) про те, що під час перебування при владі він не скоїв нічого протизаконного. Така промова завершувалася висловом: Feci, quod potui, faciant meliora potentes («Я зробив все, що міг, і хай ті, хто можуть, зроблять краще»).

## Політичне значення концій
Окрім інших питань, на сходках проводилися агітація з метою налаштувати громадян на користь певного кандидата в магістратуру. Втім, обговорення кандидатів хоч і цікавили народні маси, але більш важливими було питання з розподілу землі і надання римського громадянства.
Хоча голосувань на сходках не проводилося і рішення, прийняті безпосередньо на них, не мали юридичної сили, але, як відзначає німецький професор історії Егон Флейг, саме конції давали народу реальну можливість впливати на політичні процеси: відомо лише 8 законопроектів за всю історію існування Республіки, які були відхилені при голосуванні в коміціях, в той час як значна частина законодавчих пропозицій відкидалася саме під час обговорення на сходках. Ремствування або схвалення народу було дуже важливим і часто вирішальним. Відтак, ця процедура не дозволяє говорити про необмежену владу сенатської олігархії у прийнятті рішень, що зачіпали інтереси народу.
Професор Кембриджського університету Р. Морштейн-Маркс виділяє особливу роль оратора, який виступає перед народом, що зібрався на Форумі, як центральну фігуру римського політичного життя. Участь у політичних дебатах, вміння привернути увагу народних мас і заручитися підтримкою звичайних громадян було дуже важливою умовою політичного успіху.

## Відомі сходки

### Конція 3 січня 62 до н.е.
Була скликана народним трибуном Квінтом Метеллом Непотом з метою обвинувачення Цицерона, який щойно завершив свою консульську каденцію, в зловживаннях і неправомірній страті римських громадян — учасників змови Сергія Катіліни, та з наміром притягнути його до суду. Метелла підтримував ще один народний трибун Кальпурній Бестія та претор Юлій Цезар. Цицерон виголосив промову на свій захист, але вона не збереглася. Опісля на його захист виступив Катон Молодший, який, якщо вірити Плутарху, у своїй промові настільки возвеличив заслуги Цицерона під час консульства, що того проголосили Батьком Вітчизни. В той самий час, сенат ухвалив рішення, що кожен, хто спробує вимагати звіту від учасників страти катілінців, буде оголошений ворогом держави.

### Конція 15 березня 44 до н.е.
Відбулася після вбивства Юлія Цезаря в той самий день; очільники змови і безпосередні вбивці Гай Кассій Лонгін, Марк Юній Брут та Публій Сервілій Каска, скликали сходку для повідомлення цієї новини і оголошення відновлення Республіки. Вони були впевнені у підтримці народу хоча й мали певні побоювання, тому прийшли на концію з посиленою охороною: окрім лікторів, їх супроводжували гладіатори, загін озброєних рабів та інші охоронці.
Цицерон пише, що, серед інших, виступав Юній Брут. Згідно рукописів античного історика Миколи Дамаського, змовників вислухали «у дивному мовчанні». Історик пояснює цю реакцію тим, що явна незгода у присутності великої кількості озброєних людей, яким платять за вбивство, могла відразу перерости у насильство. Мовчання народу було сприйнято змовниками як осуд і вони повернулися до Капітолію.

## Зауваження
1. ↑  Наприклад, відомі скликання солдатів на конції Гнеєм Помпеєм перед битвою при Фарсалі і Юлієм Цезарем у Кодубі
2. ↑  Лонгін і Брут були преторами, Каска — народним трибуном
3. ↑  Також Цицерон стверджує, що народ радісно зустрів промову Брута, однак, не слід забувати, що він симпатизував змовникам і його погляд на події не є нейтральним

### Довідники
- Contio // Реальный словарь классических древностей / под ред. членов Общества классической филологии и педагогики Любкер Ф., Ф. Гельбке, Л. Георгиевского, Ф. Зелинского, В. Канского, М. Куторги и П. Никитина. — СПб., 1885.(нім.)(рос.)
- Народное собрание // Новий енциклопедичний словник / Під заг. ред. акад. К. К. Арсеньєва. — 1911—1916. (рос.)

### Статті
- Rich J. W., Williams J. H. C.. Leges et Ivra P. R. Restituit: Новый аурей Октавиана и урегулирование 28—27 гг. до н.э. / Перевод с англ. О. В. Любимовой.. — 1999. — Т. The Numismatic Chronicle, № Vol. 159. — С. 169—213. (рос.)
- Wiseman T. P.. После мартовских ид / Перевод с англ. Т. Г. Баранниковой под ред. О. В. Любимовой. // Oxf.. — 2009. — С. 211—234. (рос.)
- А. Л. Смышляев, Е. А. Одегова. Проблема «Римской демократии» в современной зарубежной историографии // Академклуб: Исторические науки. — 2006. — Т. Античная история и классическая археология Вып. 2. — С. 64—78. (рос.)
- А. Л. Смышляев. Ещё раз о responsa римских юристов и disputatio fori. — 2014. — Т. Вестник древней истории, № 4. — С. 110—129. (рос.)

### Книжки
- Утченко С.Л. Юлий Цезарь. — Москва : Мысль, 1976. — 351 с. (рос.)
- Теодор Моммзен. История Рима / Русский перевод В. Н. Неведомского под редакцией Н. А. Машкина. — СПб : Наука — Ювента, 1936. — Т. 1. Книга 1. — 202 с. (рос.)
- Сергеев И. П. Государственные учреждения древних римлян: поздняя Республика и ранняя Империя: материалы к спецкурсу. — Харьков : ХНУ имени В. Н. Каразина, 2013. — 312 с. — ISBN 978-966-623-922-1. (рос.)
- Тищик Б.Й. Історія держави і права країн Стародавнього світу. — Львів : Світ, 2001. — 384 с. — ISBN 966-603-019-5.